# چمبرلین (هتل)
هتل چامبرلین (به انگلیسی: The Chamberlin) یک هتل در ایالات متحده آمریکا است که در همپتون، ویرجینیا واقع شده‌است.